# Масло чёрного тмина (артист)
Айды́н Нура́лин (каз. Айдын Нұралин, род. 14 июля 1995 года, Караганда, Казахстан), известен под псевдонимом масло чёрного тмина — казахстанский андеграунд хип-хоп исполнитель. Впервые рэпер Хаски в своём блоге во ВКонтакте привлёк внимание публики к творчеству Айдына, что принесло ему первую известность. Видеоклип на его трек «аппарат президента 2» набрал более 10 миллионов просмотров на YouTube, но был удалён.

## Биография

### 2012—2016: Детство и юношество
Айдын Нуралин родился 14 июля 1995 года в городе Караганда, где провёл свои детские и юношеские годы, будучи активным пользователем социальных сетей и компьютерных игр. По его словам, в один момент они стали занимать слишком много времени в его жизни, поэтому он решил отстраниться от интернет-пространства.
С 2013 по 2014 год Айдын выпускал околофутбольный и политический рэп под псевдонимом Dokka Rise. В клипе на его трек «Чистосердечное» становится известно, что Айдын жил без отца. Два последующих сценических имени — zulkar.9 и itch.yes — использовались Айдыном с 2014 по 2017 год. Творчество, вышедшее под данными псевдонимами, уже походило на его современный музыкальный стиль. Вдохновение для написания текстов треков «тысячу раз спокойной ночи» и «maximum black» исполнитель черпал из треков, которые были записаны под его псевдонимом itch.yes. Сам Айдын отзывается о своём прошлом творчестве весьма негативно, и признавался, что «ненавидит свои старые песни».

### 2018:Плохой джазиAgiss
В августе 2018 года рэпер Хаски написал пост в своём блоге во ВКонтакте, в котором выразил свою симпатию к творчеству масла чёрного тмина и прикрепил два видеоклипа на синглы «intro» и «аппарат президента 2», что привлекло к Айдыну его первую публику.
Дебютный мини-альбом под названием Плохой джаз вышел в апреле 2018 года. Состоит из 4 джазовых композиции. В них Айдын, войдя в призму джазовой музыки, делится со слушателями своими поэтическими образами и мыслями. Весь мини-альбом был записан на спор за сутки.
Следующий мини-альбом Agiss, состоит из 3 треков и вышел в августе 2018 года. Продолжая делиться со своим внутренним миром, Айдын пишет альбом в смеси жанров хип-хопа, джаза и кантри религиозного мотива. Релиз был по достоинству оценён публикой, которой у Масла чёрного тмина становится всё больше.
В конце 2018 года планировалось представить альбом под названием «Великий и ужасный». Отличительной чертой являлся факт, что это должен был быть полноформатный альбом в новом для Айдына стиле.

### 2019:kensshiиУ
Летом 2019 года вышел дебютный студийный альбом kensshi (каз. кеншi; с каз. — «Шахтёр»). Название альбома отсылает к родному городу певца — Караганде, который славится своим угольным бассейном. В альбом вошло 13 треков, которые содержат отсылки к исламу, корану, сюрреалистичному кино Хичкока, а также традициям и культуре Казахстана. В то же время выходит промо-клип к альбому, режиссёром которого выступил Айсултан Сеитов. В июле 2019 года вышел видеоклип на трек «спи, человек».
Альбом был воспринят слушателями с негодованием — никто не ожидал такого подхода к музыке, которая полностью отличалась от того, что публика услышала в Agiss.
В конце ноября 2019 года был представлен новый мини-альбом У совместно с Хаски. В релизе присутствовала совместная композиция с Andy Panda. Все три трека были написаны в жанре меланхоличного хип-хопа. Видеоклип на трек «Убей меня» был снят режиссёром Ладо Кватания.

### Конфликт со Скриптонитом
В конце 2019 года Скриптонит выпустил альбом «2004», в котором присутствовал трек-интерлюдия «Тем более два», расценённый публикой как дисс на масло чёрного тмина. Скриптонит обличает Айдына в краже стиля и, отсылая к названию трека, говорит, что ещё один артист, подобный ему, не нужен.
В январе 2020 года масло чёрного тмина выпускает сингл «triggerman» (дословно — «человек на спусковом крючке»), который является ответом Скриптониту, в котором он с особым пафосом высмеивает Адиля и обличает его в агитации.
Все последующие композиции Айдына выходили неофициально до конца 2020 года в его блоге во ВКонтакте, а сам блог был очищено от всех постов, а название «масло чёрного тмина» изменено на «Agiss».

### Harith
В декабре 2020 года вышел студийный сингл «неведомый мир». Вся композиция является пересказом фраз из автобиографической книги Патти Смит «Просто дети», которая повествует о её жизни в Нью-Йорке 60-70х. Название блога во Вконтакте было возвращено на «масло чёрного тмина».
14 декабря 2020 года у певца вышел видеоклип на композицию «неведомый мир», режиссёром выступил Айсултан Сеитов, уже снимавший мини-кино kensshi, презентовавшее альбом. Клип, выполненный в чёрно-белых тонах, повествует об аварии нефтегазовой скважины № 37 месторождения «Тенгиз». Также публика увидела параллели с кинофильмами «Маяк» Р. Эггерса и «Нефть» П. Андерсона.
18 декабря 2020 года вышел новый мини-альбом Harith (с араб. — «земледелец»), в который вошло 5 треков, сочетающих в себе трип-хоп и джаз с нуарными мотивами в музыке и мафиозной атрибутикой в текстах. Трек «elimai» (с казах. — «моя страна»), подобно «неведомому миру», является пересказом фраз из романа Грэма Грина «Тихий американец», повествующего о внешней политике США во Вьетнаме.
24 декабря 2020 года вышел видеоклип на сингл «так за кого же болеть на этой земле и кого любить?», вошедший в альбом kensshi. Клип отражает краткую историю казахского народа. По сюжету идёт постоянная параллель с тем, что происходит на поверхности и под землёй. Айсултан Сеитов, снова выступивший режиссёром клипа, прокомментировал его:

Клип завершает прошлый альбом Айдына и открывает новую главу в его творчестве. Весь видеоряд связан с названием нового мини-альбома «Harith», одно из значений данного слова — «земледелец», «сторож». Клип отсылает нас к началу пути Айдына, его концовка является началом клипа «intro», где пацаны на Волге закапывают ящик в лесу.
30 декабря 2020 года вышел видеоклип под режиссурой Сеитова на сингл «ayaz» (с каз. — «Мороз»). По словам Айсултана, идея клипа была в том, чтобы придать живописный вид внутренней атмосферы юрты (по сюжету клипа, Айдын исполняет песню, сидя в юрте). За день до выхода клипа все неофициально выпущенные до этого композиции стали доступны на площадках, в том числе и «ayaz». Сингл «25» является пересказом фраз из романа Чака Паланик «Дневник», повествующем о начинаниях молодой художницы.
10 января вышла клип-анимация на сингл «oh no». Клип содержит в себе отсылки к фильму Альфреда Хичкока «Птицы».
19 января блог во ВКонтакте был переименовано в «ROSCOE» и стало частной группой. «ROSCOE» ― это казахстанский музыкальный коллектив, в котором, помимо масла чёрного тмина, состоят такие исполнители, как Аскар Гюго (два пакета), DRKNSS, 26 Traffic и другие. Чуть позже группа снова стала открытой.
29 января 2023 года во ВКонтакте Айдын объявил, что он принял ислам. За этим заявлением последовала очистка группы от старых записей и удаление всех видео с YouTube-канала артиста, однако спустя почти два года видео снова стали публичными.
Неожиданно 13 декабря 2024 года после того как Айдын принял ислам был выпущен альбом «WAFA».

## Сценическое имя
Псевдоним «масло чёрного тмина», придуманный Айдыном случайно, подходит для описания его музыки — вязкая и обволакивающая со множеством шума и почти уловимой физической текстурой. Айдын признаётся, что его музыка лечит его самого, подобно целебным свойствам масла чёрного тмина.

## Музыкальный стиль
В своём творчестве певец комбинирует хип-хоп, джаз, блюз и трип-хоп, придавая тяжёлое, меланхоличное звучание своей музыке. В текстах Айдын повествует о собственных абстрактных и поэтических образах, картинах, мыслях, не привязываясь к конкретному времени и месту.
Инструментальную часть составляет битмейкер DRK9SS. Сохраняя лишь мотив хип-хоп музыки, вся ударная партия обычно подменяется живыми «проникающими» барабанами и посторонними белыми шумами, подобно трип-хопу. В джазовых треках присутствуют протяжные партии пианино, саксофона и живые открытые и закрытые хай-хэты. Большинство инструментала является семплами, однако, например, «так за кого же болеть на этой земле и кого любить?» сыграна на домбре. По словам Айдына, в будущем также планируется использовать игру на кобызе.
Однако, не вся музыка Масла чёрного тмина является оригинальной. Оставаясь андеграунд-артистом, Айдын экспериментирует со звучанием, используя в треках семплы, а иногда и целые композиции. Такими, например, являются «солнце» и «бисквит», в которых используются целые композиции «Humming» и «Biscuit» группы Portishead.
Творчество масла чёрного тмина очень часто сравнивается со Скриптонитом из-за схожей «полупьяной» подачи в голосе, шутливо называемой «Ельцин-флоу». Однако Айдын имеет разносторонний вокал — от грубого шёпота, как в треке «83.55», до крика, подобно «вьюга меня замела» и «machine gun funk», и высоких нот, как в песне «танцуй». Обычно голос Айдына скрывается позади основной партии, будто «витает в дымке», что добавляет обволакивающей атмосферы, с этим и связана трудная восприимчивость текста в его песнях.

### Вдохновение
Основным источником вдохновения для Масла чёрного тмина является культура нью-йоркской мафии 1920-х годов, чем объясняется звучание тёмного джаза и присущего нуарного пафоса вне пластинок. Большое влияние на его творчество оказали британская трип-хоп группа Portishead, экспериментальный джаз Нины Симон и группы Bohren & der Club of Gore.
Будучи религиозным человеком, Айдын интегрировал религию в своё творчество — kensshi содержит в себе около десятка отсылок к Корану, а в промо-клипе проводятся ремейки восточных ритуалов. До выхода kensshi, религиозный мотив прослеживался в треке «пальмы». Ошибочно считается, что настоящее имя артиста — Айдын Закария, однако Закария — это исламский пророк, посланный к народу Израиля, а его имя используется Айдыном лишь в своём творчестве.
Кинематограф играет отдельную роль в музыке Масла чёрного тмина — произведения Сэра Альфреда Хичкока, мастера саспенса и нуарного кино, были взяты за основу для всего альбома kensshi. Трек «SAJH» является своеобразным трибьютом от Айдына. Композиция «Freshly Squeezed» из телесериала «Твин Пикс» выступила семплом для трека «без названия», режиссёром которого является известный автор сюрреалистичного кино Дэвид Линч.
Влияние на творчество Масла чёрного тмина оказывает также и национальная культура Казахстана, в частности группа «Дос-Мукасан», которую Айдын назвал «казахскими „The Beatles“»:

Я очень люблю казахские песни. Когда я слушаю казахские песни, мне не хочется делать музыку. Если ты понимаешь этот язык так, как я его понимаю, и слушаешь эту музыку, а потом слушаешь свои песни, то потом ты думаешь, насколько же у тебя всё такое «маленькое» по сравнению с ними.
В альбоме kensshi содержится композиция «sagyndym», семплом для которой выступила песня «Сагындым сенi» группы «Дос-Мукасан». После выхода альбома вышел сингл «ей, өмір» (с каз. — «эй, жизнь»), где Айдын читает одноимённое стихотворение Мукагали Макатаева на казахском языке.

### Критика
Смоки Мо оценил творчество масла чёрного тмина в своём интервью для Афиши Daily:

Масло чёрного тмина, это очень сложная музыка. Если бы меня вернуть сейчас в 2003 год, я бы сказал, что, блин: Масло чёрного тмина — хочу с ним совместную группу… для меня это уже сложновато.
Loqiemean также хорошо отозвался о музыке Айдына в интервью для YouTube-канала «ВПИСКА»:

…а потряс меня Масло чёрного тмина. Я жду его релиз очень сильно, это сто пудов. В его музыке есть характер и он отчётливо виден.
Boulevard Depo о Масло чёрного тмина для подкаста VK Музыки «Космический джэм»:

...летом, когда я ещё в Москве был, у меня выдался такой момент, что я смог понаходиться в наушниках один в городе, и я слушал всё подряд что у него есть, и на парочке треков мне приходилось реально отматывать, и я такой: "А, стоп, что? Блин, круто."

## Дискография

### Студийные альбомы
- 2019 — kensshi
- 2024 — WAFA

### Мини-альбомы
- 2018 — Плохой джаз
- 2018 — Agiss
- 2019 — У
- 2020 — Harith

### Cинглы

#### Как основной исполнитель
| Год  | Название                         | Примечание                                                                 |
| ---- | -------------------------------- | -------------------------------------------------------------------------- |
| 2024 | «muwafaka»                       | пре-релиз WAFA.                                                            |
| 2023 | «не смейся над землёй»           | Впервые был исполнен на концертах в Москве и Санкт-Петербурге в 2022 году. |
| 2022 | «nekrichineshumi 2»              | н/д                                                                        |
| 2022 | «mult»                           | н/д                                                                        |
| 2022 | «Ноктюрн»                        | при уч. Хаски и Сюзанны                                                    |
| 2022 | «МИР»                            | н/д                                                                        |
| 2022 | «Souljee»                        | при уч. qaraqozgan                                                         |
| 2022 | «Boujee»                         | при уч. qaraqozgan                                                         |
| 2022 | «ю.г.»                           | н/д                                                                        |
| 2022 | «nekrichineshumi»                | н/д                                                                        |
| 2021 | «Lts»                            | н/д                                                                        |
| 2021 | «w.p»                            | н/д                                                                        |
| 2021 | «m.p»                            | н/д                                                                        |
| 2021 | «win chynn»                      | н/д                                                                        |
| 2021 | «ryzen»                          | н/д                                                                        |
| 2020 | «неведомый мир»                  | н/д                                                                        |
| 2020 | «oh no»                          | н/д                                                                        |
| 2020 | «25»                             | н/д                                                                        |
| 2020 | «совершенно летняя песня»        | н/д                                                                        |
| 2020 | «я об этом уже не думаю»         | н/д                                                                        |
| 2020 | «аппарат президента»             | н/д                                                                        |
| 2020 | «22»                             | н/д                                                                        |
| 2020 | «tungiiq»                        | н/д                                                                        |
| 2020 | «ayaz»                           | н/д                                                                        |
| 2020 | «triggerman»                     | н/д                                                                        |
| 2020 | «человек чистит снег за окном»   | н/д                                                                        |
| 2019 | «associate»                      | н/д                                                                        |
| 2019 | «83.55»                          | н/д                                                                        |
| 2019 | «ей, өмір (tribute)»             | н/д                                                                        |
| 2019 | «vigorish»                       | н/д                                                                        |
| 2019 | «сын»                            | н/д                                                                        |
| 2019 | «вьюга меня замела»              | пре-релиз kensshi                                                          |
| 2019 | «clip»                           | пре-релиз kensshi                                                          |
| 2019 | «вода из-под крана (freestyle)»  | н/д                                                                        |
| 2019 | «dondiablo»                      | н/д                                                                        |
| 2019 | «machine gun funk»               | при уч. Bad Zu                                                             |
| 2018 | «солнце»                         | кавер на Portishead — Humming (входит в Portishead)                        |
| 2018 | «c.r.e.a.m»                      | н/д                                                                        |
| 2018 | «тысячу раз спокойной ночи»      | н/д                                                                        |
| 2018 | «через нас»                      | н/д                                                                        |
| 2018 | «секреты виктории»               | н/д                                                                        |
| 2018 | «без чувств»                     | кавер на Trixy — Sotona S Plavim Očima (входит в 2K15 Još Mali Ovdje)      |
| 2018 | «ландау 1,2»                     | н/д                                                                        |
| 2018 | «все мои друзья ублюдки»         | н/д                                                                        |
| 2018 | «бисквит»                        | кавер на Portishead — Biscuit (входит в Dummy)                             |
| 2018 | «клуб самоубийц»                 | н/д                                                                        |
| 2018 | «demo»                           | н/д                                                                        |
| 2018 | «narco»                          | н/д                                                                        |
| 2018 | «умереть в другой день»          | н/д                                                                        |
| 2018 | «bad blues»                      | н/д                                                                        |
| 2018 | «аппарат президента 2»           | н/д                                                                        |
| 2018 | «agasshi»                        | н/д                                                                        |
| 2018 | «maximum black»                  | н/д                                                                        |
| 2018 | «я не напишу ни строчки»         | н/д                                                                        |
| 2018 | «иконы»                          | н/д                                                                        |
| 2018 | «что для тебя красота?»          | н/д                                                                        |
| 2018 | «я её (в машине)»                | н/д                                                                        |
| 2018 | «пожалуйста»                     | н/д                                                                        |
| 2018 | «что ты скажешь мусорам, Даник?» | н/д                                                                        |
| 2018 | «chemotherapy»                   | н/д                                                                        |
| 2018 | «intro»                          | н/д                                                                        |
| 2018 | «пьёшь до конца»                 | н/д                                                                        |
| 2018 | «стреляй»                        | н/д                                                                        |
| 2018 | «парализованы»                   | н/д                                                                        |

#### Как приглашённый исполнитель
| Год  | Название             | Примечание                                                                |
| ---- | -------------------- | ------------------------------------------------------------------------- |
| 2018 | «в девять ноль ноль» | Helly Copta при уч. масло чёрного тмина, Аскар Гюго                       |
| 2019 | «Фаталити»           | White Punk при уч. масло чёрного тмина                                    |
| 2019 | «Последний снег»     | Zoloto при уч. масло чёрного тмина                                        |
| 2020 | «Накидыш»            | CAPTOWN при уч. масло чёрного тмина                                       |
| 2023 | «БЕЗ НАЗВАНИЯ»       | Boulevard Depo при уч. масло чёрного тмина (входит в Сертоловский Токсик) |

## Видеография

### Как сольный исполнитель
| Год  | Название                                           | Режиссёр(ы)                                    | Альбом             |
| ---- | -------------------------------------------------- | ---------------------------------------------- | ------------------ |
| 2018 | intro (explicit)                                   | н/д                                            | Внеальбомный сингл |
| 2018 | аппарат президента 2                               | н/д                                            | Внеальбомный сингл |
| 2018 | maximum black                                      | н/д                                            | Внеальбомный сингл |
| 2018 | что для тебя красота?                              | н/д                                            | Внеальбомный сингл |
| 2019 | спи, человек                                       | Игорь Клепнев                                  | kensshi            |
| 2019 | kensshi                                            | Айсултан Сеитов                                | kensshi            |
| 2019 | без названия                                       | Ладо Кватания                                  | kensshi            |
| 2020 | неведомый мир                                      | Айсултан Сеитов                                | Внеальбомный сингл |
| 2020 | так за кого же болеть на этой земле и кого любить? | Айсултан Сеитов                                | kensshi            |
| 2020 | ayaz                                               | Айсултан Сеитов                                | Внеальбомный сингл |
| 2021 | oh no                                              | Шахназар Борбоев, Тилек Асеков, Степан Абрамов | Внеальбомный сингл |
| 2021 | w.p                                                | Асхат Жасимов                                  | Внеальбомный сингл |
| 2022 | иконы                                              | Сакен Битаев, Ринат Идрис                      | Внеальбомный сингл |
| 2022 | oobatz                                             | Сакен Битаев, Ринат Идрис                      | kensshi            |
| 2025 | outro                                              | Айсултан Сеитов                                | WAFA               |

### Как приглашённый исполнитель
| Год  | Название  | Режиссёр(ы)   | Альбом |
| ---- | --------- | ------------- | ------ |
| 2019 | Убей меня | Ладо Кватания | У      |